# Мазный, Юрий Макарович
Юрий Макарович Мазный (1907, с. Великая Кошелевка, Российская империя — 1982, Чернигов, Украинская ССР, СССР) — советский военачальник, участник Великой Отечественной войны, гвардии полковник, Герой Советского Союза (1944).

## Биография
Юрий Макарович Мазный родился 23 марта 1907 года на Украине, в селе Великая Кошелевка (ныне Нежинского района Черниговской области) в крестьянской семье. Украинец. Член ВКП(б) (КПСС) с 1932 года.
Окончил партийную школу при Черниговском горкоме партии и среднюю школу. Работал председателем Черниговского городского комитета Осоавиахима. В РККА с 1929 по 1934 год, в 1939 году и с июня 1941 года. Окончил Курсы усовершенствования командного состава, курсы «Выстрел».

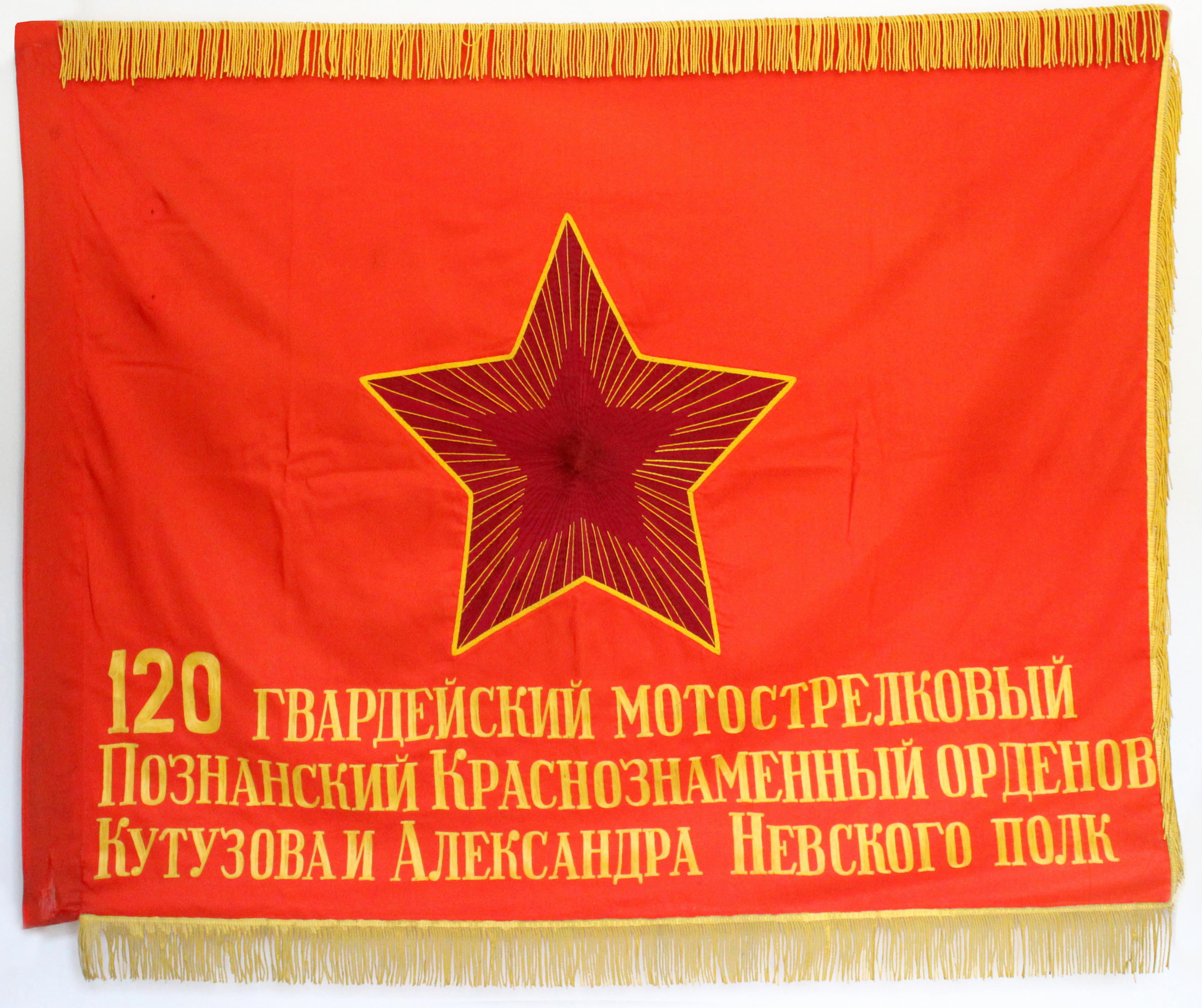
Знамя 120 гвардейского мотострелкового полка.

На фронтах Великой Отечественной войны с июня 1941 года. В 1942 году гвардии майор Мазный был командиром 117-го гвардейского стрелкового полка, а в 1943 году был назначен командиром 120-го гвардейского стрелкового полка 39-й гвардейской стрелковой дивизии (8-я гвардейская армия, 3-й Украинский фронт).
Гвардии подполковник Мазный утром 24 октября 1943 года, возглавив один из батальонов полка, форсировал Днепр в районе 5 км южнее Днепропетровска и захватил плацдарм. Затем на подручных средствах на плацдарм переправился весь полк. 25 октября 1943 года участвовал в освобождении Днепропетровска.
Звание Героя Советского Союза присвоено 19 марта 1944 года.
С 1944 по 1945 год — командир 142-го гвардейского стрелкового полка, штурмовавшего Берлин. По окончании Великой Отечественной войны продолжал службу в рядах армии.
В отставке с 1957 года. Жил в городе Чернигове. Умер 17 июля 1982 года. Похоронен на Яцевском кладбище.

## Награды и звания
- Звание Герой Советского Союза. Указ Президиума Верховного Совета СССР от 19 марта 1944 года:
  - орден Ленина,
  - медаль «Золотая Звезда» № 3168.
- Орден Ленина.
- Орден Красного Знамени[1].
- Орден Красного Знамени[2].
- Орден Красной Звезды[3].
- Орден Красной Звезды.
- Медаль «За оборону Сталинграда». Указ Президиума Верховного Совета СССР от 22 декабря 1942 года.
- Медаль «За победу над Германией в Великой Отечественной войне 1941—1945 гг.». Указ Президиума Верховного Совета СССР от 9 мая 1945 года.
- Медали СССР.

## Память
Мемориальная доска установлена в городе Чернигове, на доме, где жил Ю. М. Мазный.

## Ссылка
- Юрий Макарович Мазный. Сайт «Герои страны».  (Дата обращения: 21 апреля 2013)